# Gaten Matarazzo
Gaten Matarazzo (Nova Jersey, EUA, 8 de setembre del 2002) és un actor estatunidenc. Va començar la seva carrera a Broadway, en el musical de Les Misérables. Actualment, és famós pel rol de Dustin Henderson en la sèrie de Netflix, Stranger Things.
Matarazzo va créixer a Little Egg Harbor, Nova Jersey. Va començar a anar a l'escola regional de Pinelands el setembre de 2016. Té displàsia clidocranial, un tret que comparteix amb el seu personatge fictici. Usa dents postisses com a resultat de la seva condició, i treballa per conscienciar la societat sobre la seva malaltia.